# Contea di Zhaoyuan
La contea di Zhaoyuan (肇源县S, Zhàoyuán XiànP) è una contea della Cina, situata nella provincia di Heilongjiang e amministrata dalla prefettura di Daqing.